# دانشگاه بینا نوسانتارا
دانشگاه بینا نوسانتارا (به لاتین: Bina Nusantara University) یک دانشگاه‌ در اندونزی است.